# Arnold Rosé
Arnold Josef Rosé, nato Rosenblum, (Iași, 24 ottobre 1863 – Londra, 25 agosto 1946), è stato un violinista austriaco.
Nato in Romania, ebreo, fu primo violino dell'Orchestra Filarmonica di Vienna per oltre mezzo secolo. Lavorò a stretto contatto con Brahms. Gustav Mahler era suo cognato. Sebbene non fosse conosciuto a livello internazionale come solista, fu un grande primo violino ed interprete di musica da camera, a capo del famoso Rosé Quartet per diversi decenni.

## Biografia
Arnold Rosé nacque a Iași (Jassy) nell'attuale Romania. Poiché lui ei suoi tre fratelli mostravano un potenziale musicale, la famiglia si trasferì a Vienna, dove suo padre stabilì una fiorente attività come costruttore di carrozze. Arnold iniziò i suoi studi musicali all'età di sette anni e a dieci entrò nella prima classe di violino al Conservatorio di Vienna, ricevendo lezioni da Karl Heissler.

## Carriera a Vienna
Fece la sua prima apparizione nel 1879 ad un concerto dell'Orchestra del Gewandhaus di Lipsia e il 10 aprile 1881 apparve con i Wiener Philharmoniker nella prima esecuzione viennese del concerto per violino di Goldmark sotto la direzione di Hans Richter. Poco dopo fu ingaggiato come violinista solista e direttore dell'orchestra all'Hoftheater, o Opera di Corte di Vienna (in seguito la Wiener Staatsoper). Questa orchestra, per una singolare tradizione viennese, suonò sia nella fossa dell'orchestra che sulla palcoscenico del concerto e in seguito divenne nota come la Wiener Philharmoniker. Rimase primo violino di queste due venerabili istituzioni fino agli anni '30. La sua reputazione di leader orchestrale divenne leggendaria. Per Sir Adrian Boult, era semplicemente "il più grande leader orchestrale europeo del suo tempo". Nel maggio 1936 diresse alla VPO l'ouverture di Ruinen von Athen di Beethoven come il lato di riempimento della registrazione su tre lati della Leonore Ouverture n. 3 diretta da Bruno Walter e pubblicata su HMV/Gramophone/Gramola/Victor 78 giri; entrambe le interpretazioni furono dirette ed interpretate magnificamente, così come molte altre registrazioni della Wiener Philharmoniker del periodo poco prima dell'Anschluss del 1938, in particolare le altrettanto monumentali letture del 1936 della Pastorale di Walter e la sinfonia Incompiuta di Schubert.
Nel 1882 fondò il famoso Rosé Quartet, considerato il quartetto d'archi più raffinato del suo tempo. Gli altri membri erano Hummer (2° violino), Sigismund Bachrich (viola) e Lohse (violoncello).

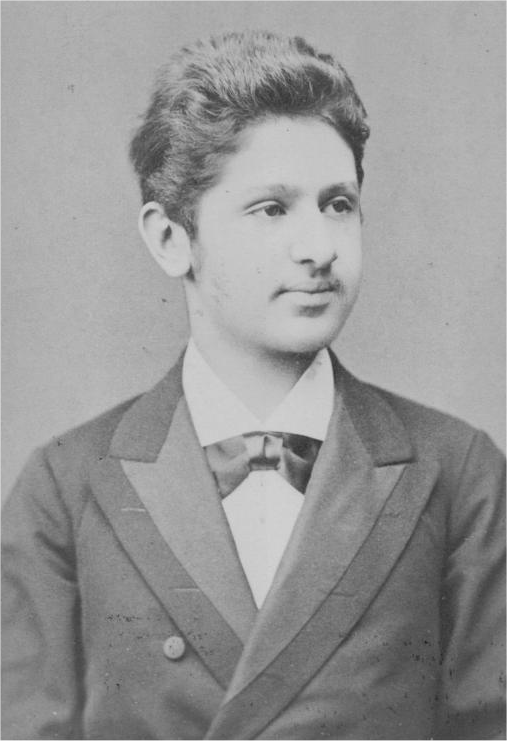
Arnold Rosé nel 1887

Dal 1893 al 1901 Rosé insegnò al conservatorio di Vienna; ritornò nella facoltà nel 1908 e vi rimase fino al 1924. Nel 1888 Rosé intraprese tournée di successo in Romania e Germania e nel 1889 fu nominato primo violino ai Festival di Bayreuth. La storia racconta che durante un'esibizione di La Valchiria di Wagner l'orchestra stava perdendo la strada ed era sul punto di crollare. Rosé si alzò in piedi e diede una guida sicura, riportando l'orchestra a tempo. Si dice che Mahler, che era nel pubblico, abbia esclamato: "Ora sì che c'è un primo violino!" Sia Arnold che suo fratello Eduard, il violoncellista, dovevano sposare le sorelle di Mahler (vedi sotto).
Mahler si trasferì da Amburgo a Vienna nel 1897 per diventare direttore del Hofoper di Vienna (in seguito Staatsoper). Le sue sorelle Justine ed Emma lo raggiunsero a Vienna un anno dopo. Eduard sposò Emma lo stesso mese. Justine continuò a vivere con suo fratello Gustav, custodendo la casa per lui. Non passò molto tempo prima che si formasse un legame romantico tra lei e Arnold. Ma era un segreto, Justine non era disposta a sposarsi finché suo fratello non si fosse trovato una moglie. Questo accadde nel 1902 quando Gustav sposò Alma Schindler, quasi 20 anni più giovane di lui. Era considerata "la ragazza più bella di Vienna" ed era la figlia del paesaggista Emil Jakob Schindler. Si sposarono il 9 marzo 1902 e Arnold e Justine si sposarono il giorno dopo.

## Persecuzione ed esilio
La famiglia Rosé viveva in condizioni confortevoli. L'imperatore Francesco Giuseppe aveva garantito "libertà di religione e coscienza" nel 1867, ma la realtà era spesso diversa. Ebbero due figli, Alfred (1902-1975), che divenne pianista e direttore d'orchestra e Alma (1906-1944) che fu una violinista di grande successo, ma la cui carriera ebbe una svolta tragica quando finì per dirigere un'orchestra di prigioniere nel campo di concentramento di Auschwitz-Birkenau e alla fine morì lì.
Justine Rosé morì il 22 agosto 1938. Arnold fu devastato dalla sua morte. Incapace di continuare a vivere sotto l'occupazione nazista, lasciò Vienna quattro settimane dopo e viaggiò attraverso l'Olanda in Inghilterra, dove trascorse gli ultimi sei anni della sua vita. Continuò a suonare musica da camera con Buxbaum e altri colleghi. Le sue ultime apparizioni furono nel 1945, quindi la sua carriera si estese oltre i 65 anni. Dopo aver appreso della morte di Alma a Birkenau, trovò difficile continuare il suo lavoro. Pubblicò edizioni delle sonate per violino di Bach e Beethoven e dei sei primi quartetti di Beethoven op. 18.
Nel gennaio del 1946 la Filarmonica di Vienna "desiderava reintegrare" Rosé come primo violino ma rifiutò, dicendo in febbraio che "56 nazisti erano rimasti nella Filarmonica di Vienna", una stima che suo figlio riteneva fosse troppo alta, ma ora nota per essere vicina al numero effettivo di 50; 60 erano stati membri durante la seconda guerra mondiale e dopo la vittoria degli Alleati, l'orchestra espulse 10 membri per le loro attività naziste.

## Onorificenze
Nel 1890 Rosé ricevette la Grosse Goldene Verdienstkreuz (Gran Croce d'oro al merito) da re Ludovico II di Baviera. In occasione del suo 60º compleanno ricevette il titolo onorifico di "Hofrat" (consigliere di corte) che era un grado professionale superiore a "Professore". Ricevette numerosi altri riconoscimenti dagli Asburgo, dalle corti spagnole e italiane, dalla Repubblica d'Austria e dalla città di Vienna. Era un membro dell'istituzione musicale reale con il grado di k.u.k.Hofmusiker (Musicista di corte reale e imperiale) e come tale aveva il privilegio di una carrozza per portarlo all'opera. Aveva anche la sua carrozza, con una bella livrea, che lo portava a concerti in altri luoghi.

## Allievi (selezione)
Alma Rosé, Max Rostal